# Třikrát a dost
Třikrát a dost je trestněprávní zásada, že soud je povinen pachatele, který byl v minulosti trestán za
dva trestné činy, za třetí trestný čin odsoudit na doživotí. 
Nejblíže České republice platí obdoba tohoto angloamerického institutu[zdroj?] na Slovensku. Od 1. 9. 2003 jsou pachatelé vybraných trestných činů odsuzování k výjimečnému trestu odnětí svobody v délce 25 let bez možnosti podmíněného propuštění. Opatření samozřejmě vede k nárůstu počtu osob ve výkonu trestu.[zdroj⁠?!]